# Bathyphantes similis
Bathyphantes similis là một loài nhện trong họ Linyphiidae.
Loài này thuộc chi Bathyphantes. Bathyphantes similis được Wladislaus Kulczynski miêu tả năm 1894.